# 파주 전기톱 토막살인 사건
파주 전기톱 토막살인 사건은 2014년 5월 26일, 경기도 파주시에서 30대 여성 고미숙(이하 A씨)이 인터넷 채팅으로 만난 50대 남성 B씨를 살해하고 시신을 훼손, 유기한 사건이다.

## 사건
35세 여성 A씨는 2014년 5월 26일 오후 8시경, 경기도 파주시 통일전망대 인근의 한 모텔에서 채팅으로 만난 50대 남성 B씨를 흉기로 40여 차례 찔러 살해하고 시신을 전기톱으로 훼손했다. 이후 A씨는 피해자의 신용카드로 약 300만원 상당의 귀금속을 구매하고 전기톱, 비닐, 세제 등을 구입하며 범행을 은폐하려 했다.
2014년 5월 31일 오후 8시 30분경, 인천 남동공단에서 야간 근무를 마친 공장 직원이 담벼락 쪽에서 나는 악취를 맡고, 파리가 들끓는 검은색 여행용 가방을 발견했다. 이상한 냄새가 나자 내부를 확인하던 중 비닐을 걷자마자 사람의 머리가 보였고, 그는 즉시 경찰에 신고했다. 경찰은 현장에서 남성의 시신 일부를 수습했다.

## 수사
경찰 수사 결과, 해당 시신은 5월 26일 파주에서 살해된 B씨로 확인되었으며, 피의자 A씨는 자신의 거주지에서 긴급 체포되었다.
경찰과 검찰은 A씨가 주장하는 성폭행 미수로 인한 정당방위보다는 돈에 대한 욕심이 주된 범행 동기라고 판단했다. A씨는 과거 정신건강의학과 치료 전력이 있었으며, 전문가들은 히스테리성 인격장애를 진단했으나, 범행 당시 변별력 및 의사결정 능력에는 이상이 없었다고 평가했다.

## 재판
1심에서 검찰은 무기징역을 구형했고, 법원은 A씨에게 징역 30년을 선고했다. A씨는 정신질환을 주장하며 항소했으나 항소심 재판부 역시 1심과 동일한 판결을 내렸다. 대법원은 원심을 유지하며 징역 30년과 전자발찌 30년 부착 명령을 확정했다.